# 国际军棋
国际军棋又称国际军事棋艺，由山东省钢城区农民张家来在1994年发明。它被根据现代战争特点创造，有多种玩法，可由2-4人对弈。
1994年，钢城区农民张家来偶然看到下中国象棋，感到旧有的象棋形势不能对应现代战争的形势特点，想发明一种棋类游戏融合现代战争理念，当年发明了国际军棋。经过26年的渐次优化，至2014年完全成型。2003年，国际军棋获中国国家知识产权局授予外观设计专利。
棋子有王、卫、弹、舰、机、军、师和团8种，细分为总统（主席）、卫队、导弹部队、舰队、艇队、海军陆战队、战斗机队、空降师、集团军、装甲师和步兵团11种。二人游戏时每人32棋，四人对弈时每人16棋。棋盘有三层外圈、两份梯形陆地、海洋、国界和总统府五部分及纵横相交而成的64个小方格组成。游戏的特点是当多人对弈时，如果一方吃到另一方的总统（主席），被吃方退出游戏并转移所有剩余棋子给吃方。